# Borovice rumelská na Slatině
Borovice rumelská na Slatině je památný strom borovice rumelská (Pinus peuce) v okrese Cheb v Karlovarském kraji. Roste na rozhraní pastviny a smrkového lesa v zaniklé obci Slatina nad rozcestím cest vedoucím ke státní hranici a bývalému areálu uranového dolu Dyleň. Jedná se o nepůvodní druh borovice, v Česku vzácně se vyskytujícího taxonu, který pochází z balkánských pohoří. Pravidelně rostlý jedinec má měřený obvod 285 cm, hustá a částečně redukovaná kuželovitá koruna dosahuje do výšky 23 m (měření 2018). Do vyhlášení tohoto stromu památným stromem byla jediným vyhlášeným shodným taxonem v České republice borovice rumelská v Kraslicích. Za památný strom byla borovice vyhlášena v roce 2019 jako dendrologicky cenný taxon.

## Stromy v okolí
- Javory u obrázku
- Smrk pod Ovčím vrchem
- Jasan pana Šolce
- Jasan u Čadilů